# Teresio Martinoli
Teresio Martinoli (* 26. März 1917 in Novara; † 25. August 1944) war einer der erfolgreichsten italienischen Jagdflieger des Zweiten Weltkriegs. Ihm wurden zunächst 22 persönliche Luftsiege bestätigt, später wurde ein weiterer Abschuss anerkannt, weitere wurden entsprechend der Vorgehensweise der italienischen Luftwaffe hingegen „kollektiviert“ (d. h. seiner Einheit zuerkannt).
Ab September 1943 kämpfte Martinoli im Rang eines Feldwebels mit dem 4º Stormo der Aeronautica Cobelligerante Italiana an der Seite der Alliierten. Er kam im August 1944 bei einem Flugunfall mit einer P-39 Airacobra über dem Mittelmeer ums Leben.